# Церква Святого Олександра Невського (Могилів-Подільський)
Церква Святого Олександра Невського — чинна мурована церква у Могильові-Подільському. Парафія належить до Могилів-Подільської єпархії УПЦ МП.

## Історія
Церква на честь Олекчсандра Невського була побудована у 1910 році як полкова церква 48-го піхотного Одеського полку, в псевдоросійському стилі. Вона діяла до 1938 року. 

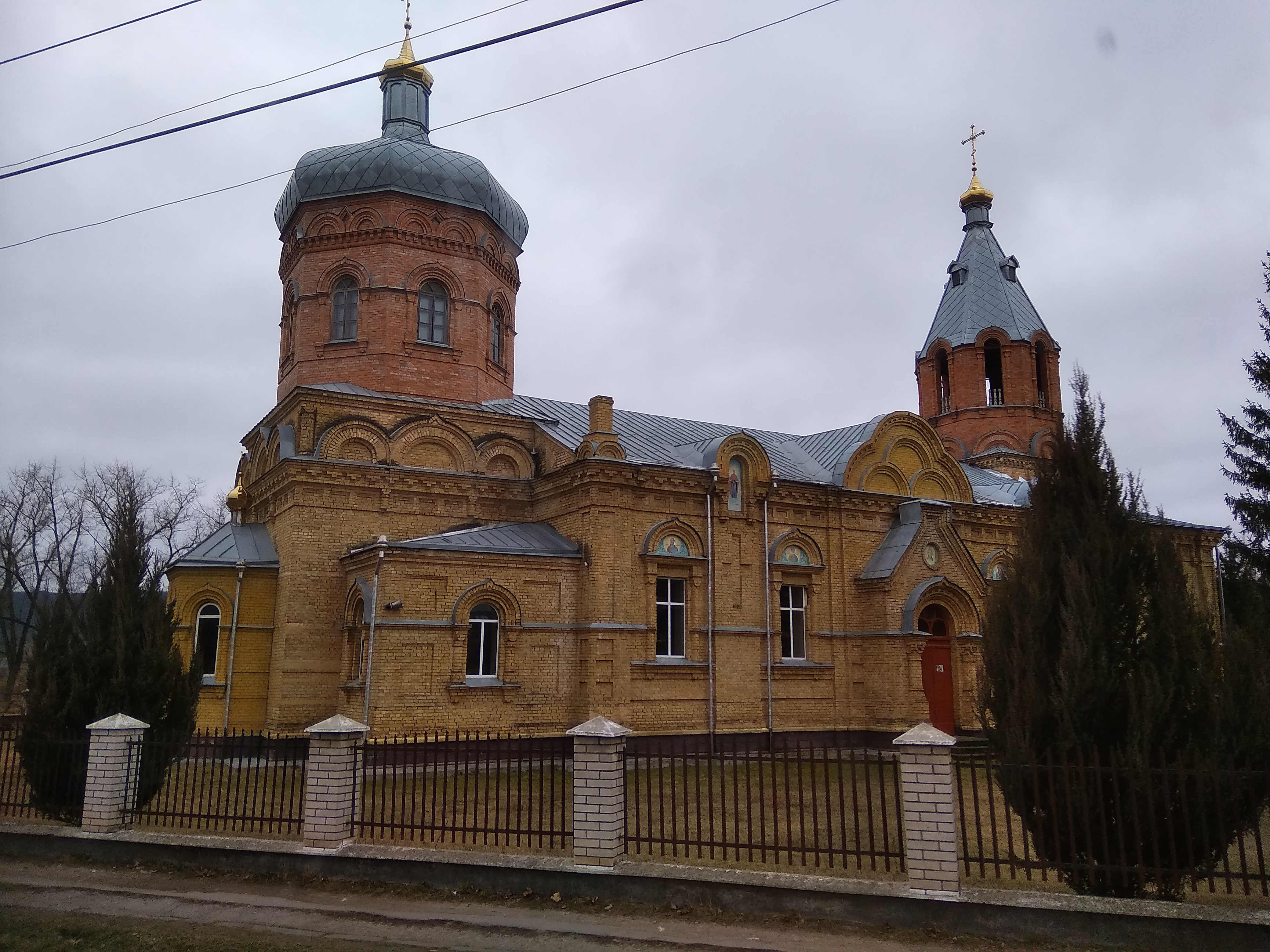

Під час Другої світової війни вона зазнала значних втрат: увійшовши до Могильова-Подільського, німці кинули туди кілька пачок гранат, а потім влаштували у зруйнованій будівлі стайню. Після війни, у 1952 році, у приміщенні колишньої церкви розташувався військовий клуб. Тому купол церкви опустили, а дзвіницю знесли. Храмове оздоблення, в тому числі оригінальний мармуровий іконостас, було повністю знищено, а фрески церкви зафарбовані. 
Під час радянської окупації церква була перетворена на клуб військової частини. У 1980-х роках ХХ ст. приміщення було переобладнано під військовий склад.
На початку 1990-х рр. ХХ ст. церква вже була у дуже поганому технічному стані. У 1993 році місцева військова частина не погодилася влаштувати в напівзруйнованому будинку казино, а потім перетворити його на молитовний будинок одного з протестантських релігійних об'єднань. Зрештою, у 1994 році церкву повернули Українській православній церкві Московського патріархату, а в 1996 році розпочався його ремонт. У 2007 році було завершено реконструкцію даху та відновлення купола в первісному вигляді. До споруди добудували новий іконостас і відреставрували фрески.
Особливо шанується в храмі Ікона Божої Матері «Бистровиконавча», яка зберігається в церкві з 1999 року. В оздобленні храму також є ікони св. Олександра Невського і св. Варвари, які були в храмі до його закриття у 1938 р., а в наступні роки зберігалися в церкві св. Георгія в Могилеві Подільському.

## Виноски
1. ↑  Храми міста / села, архів оригіналу за 4 березня 2016, процитовано 1 листопада 2023
2. ↑  Церква Олександра Невського, Могилів-Подільський «Inclusive Travels in Ukraine»
3. 1 2 3 4 5  храм святого благоверного князя Александра Невского, архів оригіналу за 4 квітня 2016, процитовано 9 листопада 2023